# Inguna Sudraba
Inguna Sudraba (née le 21 novembre 1964 à Gulbene) est une femme politique lettonne, leader du parti Du cœur pour la Lettonie.